# Torneo de ajedrez de San Petersburgo de 1914

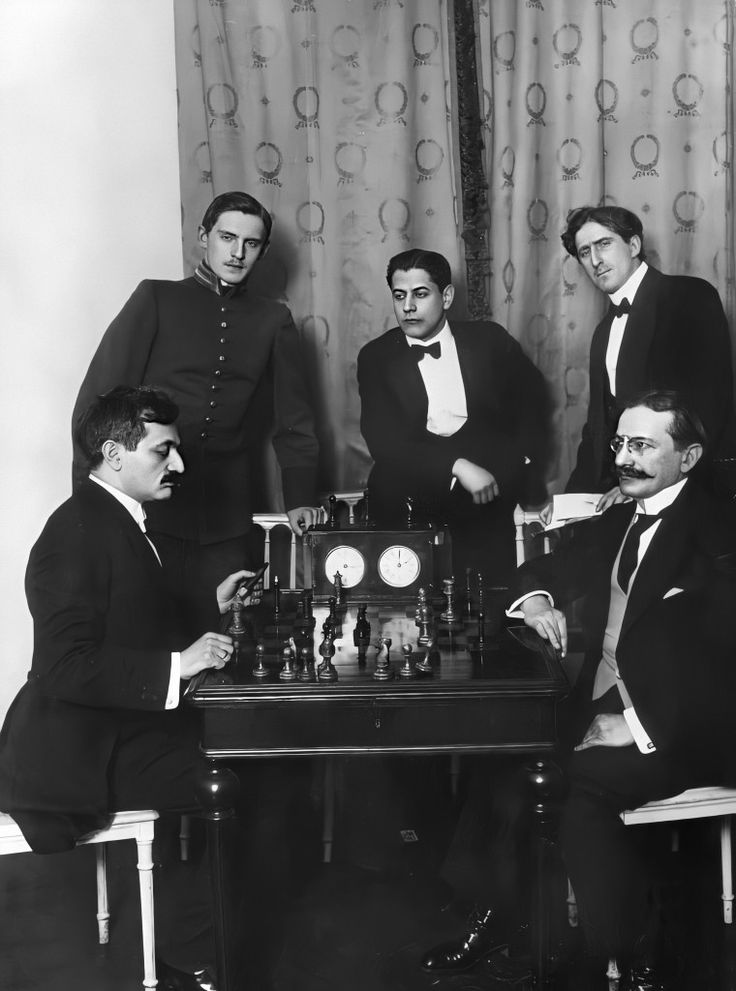
Lasker, Alekhine, Capablanca, Marshall y Tarrasch.
Torneo de San Petersburgo (1914).

El torneo de San Petersburgo de 1914 es famoso porque de él salieron los primeros títulos de Gran Maestro. El torneo se jugó a dos vueltas, una fase eliminatoria y una final entre los cinco primeros clasificados. Esos cinco primeros fueron los que recibieron el título de Gran Maestro, concedido por el zar Nicolás II.
Los cinco primeros grandes maestros fueron Emmanuel Lasker, José Raúl Capablanca, Siegbert Tarrasch, Alexander Alekhine y Frank Marshall. Quedaron fuera ajedrecistas tan importantes como Aron Nimzowitsch, Akiba Rubinstein, Ossip Bernstein, David Janovsky, Joseph Henry Blackburne e Isidor Gunsberg.
El torneo de San Petersburgo de 1914 fue uno de los torneos más fuertes que Lasker disputó en su vida. El torneo se disputó en dos fases, primero los once participantes disputaron una liga a una vuelta. En la segunda fase los cinco primeros clasificados jugaron entre sí la doble vuelta. Los puntos obtenidos en la primera fase contaban para la clasificación final.
En la primera fase José Raúl Capablanca arrasó, ya que en diez partidas sacó un punto y medio de ventaja a Lasker y Tarrasch, y dos a Aliojin y Marshall. Parecía que el cubano no tendría rival en la segunda fase. Pero Lasker jugó tan brillantemente como en sus mejores tiempos y consiguió siete puntos sobre ocho y adelantó el punto y medio de desventaja frente a Capablanca, que quedó en segundo puesto.
|    |       |       |       |       |       |       |       |    |  |
|    | a8    | b8    | c8    | d8    | e8 kd | f8    | g8 rd | h8 |  |
| a7 | b7 bd | c7    | d7 rd | e7    | f7    | g7    | h7    |    |  |
| a6 | b6 nd | c6 pd | d6 pd | e6 nl | f6 pd | g6    | h6    |    |  |
| a5 | b5 pd | c5    | d5    | e5    | f5 pl | g5 pd | h5    |    |  |
| a4 | b4 pl | c4    | d4    | e4 pl | f4    | g4 pl | h4    |    |  |
| a3 | b3    | c3 nl | d3    | e3    | f3    | g3 kl | h3 rl |    |  |
| a2 | b2    | c2 pl | d2    | e2    | f2    | g2    | h2    |    |  |
| a1 | b1    | c1    | d1    | e1    | f1    | g1    | h1 rl |    |  |
|    |       |       |       |       |       |       |       |    |  |

La partida decisiva de Lasker contra Capablanca fue un ejemplo del estilo psicológico que había dado tantos triunfos al vigente campeón del mundo. Lasker planteó la variante del cambio de la apertura española, considerada poco ambiciosa, y tendente a las tablas. Esto hizo que Capablanca se confiase, se iba a conformar con las tablas, pero olvidó que para hacer tablas con negras hay que jugar con energía, cosa que no hizo. Lasker se impuso en esta partida de manera brillante.

## Torneo preliminar
| Rang | Jugador                 | Cap. | Las. | Tar. | Alek. | Mar. | Bern. | Rub. | Nim. | Bla. | Jan. | Gun. | Total |
| ---- | ----------------------- | ---- | ---- | ---- | ----- | ---- | ----- | ---- | ---- | ---- | ---- | ---- | ----- |
| 1    | José Raúl Capablanca    | *    | =    | =    | 1     | =    | 1     | =    | 1    | 1    | 1    | 1    | 8     |
| 2-3  | Emanuel Lasker          | =    | *    | =    | =     | =    | 0     | 1    | =    | 1    | 1    | 1    | 6,5   |
| 2-3  | Siegbert Tarrasch       | =    | =    | *    | =     | =    | 1     | =    | 1    | 1    | 0    | 1    | 6,5   |
| 4-5  | Alexander Alekhine      | 0    | =    | =    | *     | 1    | =     | 1    | =    | =    | =    | 1    | 6     |
| 4-5  | Frank Marshall          | =    | =    | =    | 0     | *    | 1     | =    | =    | 1    | 1    | =    | 6     |
| 6-7  | Ossip Bernstein         | 0    | 1    | 0    | =     | 0    | *     | =    | =    | =    | 1    | 1    | 5     |
| 6-7  | Akiba Rubinstein        | =    | 0    | =    | 0     | =    | =     | *    | =    | =    | 1    | 1    | 5     |
| 8    | Aron Nimzowitsch        | 0    | =    | 0    | =     | =    | =     | =    | *    | 0    | =    | 1    | 4     |
| 9-10 | Joseph Henry Blackburne | 0    | 0    | 0    | =     | 0    | =     | =    | 1    | *    | 0    | 1    | 3,5   |
| 9-10 | David Janowski          | 0    | 0    | 1    | =     | 0    | 0     | 0    | =    | 1    | *    | =    | 3,5   |
| 11   | Isidor Gunsberg         | 0    | 0    | 0    | 0     | =    | 0     | 0    | 0    | 0    | =    | *    | 1     |

## Final
| Rang | Joueur               | Las. | Cap. | Alek. | Tar. | Mar. | Total final | Preliminar | Total torneo |
| ---- | -------------------- | ---- | ---- | ----- | ---- | ---- | ----------- | ---------- | ------------ |
| 1    | Emanuel Lasker       | **   | =1   | 11    | 1=   | 11   | 7           | 6,5        | 13,5         |
| 2    | José Raúl Capablanca | =0   | **   | =1    | 10   | 11   | 5           | 8          | 13           |
| 3    | Alexander Alekhine   | 00   | =0   | **    | 11   | 1=   | 4           | 6          | 10           |
| 4    | Siegbert Tarrasch    | 0=   | 01   | 00    | **   | 0=   | 2           | 6,5        | 8,5          |
| 5    | Frank James Marshall | 00   | 00   | 0=    | 1=   | **   | 2           | 6          | 8            |